# ماكس تشيلتون
ماكس تشيلتون (بالإنجليزية: Max Chilton)‏ هو سائق فورمولا 1 بريطاني، ولد في 21 أبريل 1991 في Reigate ‏ في المملكة المتحدة.

## وصلات خارجية
- الموقع الرسمي
- ماكس تشيلتون على موقع Racing-Reference.info (الإنجليزية)
- ماكس تشيلتون على موقع DriverDB.com (الإنجليزية)